# Centrum Sportowo-Biznesowe w Elblągu

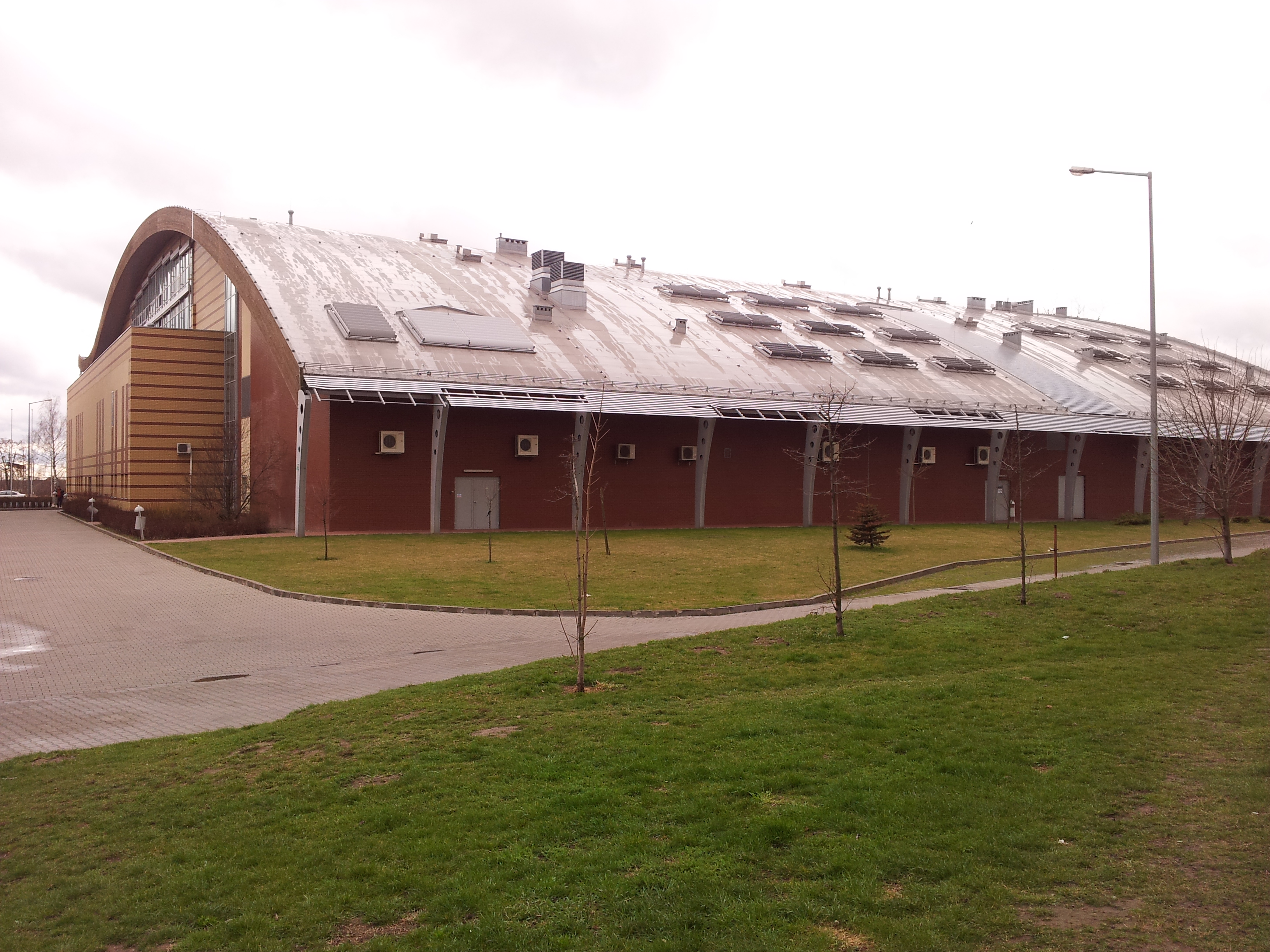
Tył budynku CSB w Elblągu

Centrum Sportowo-Biznesowe w Elblągu – największa hala sportowa w Elblągu, w której swoje spotkania rozgrywają elbląskie drużyny piłki ręcznej. Budowę rozpoczęto we wrześniu 2004 roku, a ukończono w grudniu 2006.

## Informacje
- Obiekty składające się na kompleks:

Hala widowiskowo-sportowa (z funkcją wystawienniczą)
Inkubator Przedsiębiorczości
Pomieszczenia sektoru małych i średnich przedsiębiorstw (gabinety odnowy biologicznej, sauna, siłownia, solarium, restauracja)
Część wystawienniczo-targowa
- Powierzchnia obiektu:

Całkowita: 9 tys. m²
Inkubator Przedsiębiorczości: 750 m²
Pomieszczenia sektoru małych i średnich przedsiębiorstw: 950 m²
Część wystawienniczo-targowa: 750 m²
- Pojemność: 2500 miejsc siedzących (10,000 miejsc stojących)

- Koszty inwestycji:

Koszt całości: 32 mln zł
Dofinansowanie z programu UE PHARE 2003: ponad 3 mln euro
- Generalny wykonawca: Budimex Dromex

- Hala widowiskowo-sportowa:

Pierwszy mecz: 10 stycznia 2007
Oficjalne otwarcie: 1 lutego 2007
Najwyższa frekwencja: 10 stycznia 2007 - 2500 widzów
- Dodatkowe informacje:

Monitoring: 150 kamer cyfrowych

## Historia
Powstanie nowej hali sportowej w Elblągu planowano od dawna. Do tej pory elbląskie drużyny, różnych dyscyplin sportowych, swoje zawody rozgrywały w starej hali sportowej Miejskiego Ośrodka Sportu i Rekreacji, przy ulicy Kościuszki. Co prawda w latach 80. XX wieku rozpoczęto budowę nowej hali w Parku Modrzewie, przy ulicy Mazurskiej, jednak zmiany ustrojowe jakie nastąpiły w Polsce po roku 1989, pokazały, że w mieście są ważniejsze inwestycje do zrealizowania. Z czasem niedokończona budowa niszczała, bardziej wartościowe elementy ukradziono, aż w roku 2005 dokonano rozbiórki niedokończonego obiektu. Dostosowanie starego projektu do dzisiejszych wymagań byłoby zbyt kosztowne, dlatego jeszcze przed usunięciem resztek fundamentów, postanowiono znaleźć inną lokalizację dla nowej hali. Wstąpienie Polski do Unii Europejskiej pozwoliło na znalezienie dodatkowych funduszy, dzięki którym rozpoczęto budowę. Nowa hala, mieszcząca się przy ulicy Grunwaldzkiej, została ukończona w 2006 roku, a już na początku roku 2007, piłkarki ręczne Startu Elbląg, meczem z Sośnicą Gliwice rozpoczęły zmagania w nowym obiekcie.

## Przeznaczenie
Hala jest obiektem, który ma służyć przede wszystkim elbląskim zespołom piłki ręcznej. Mają być na niej również organizowane inne imprezy sportowe, takie jak np. turnieje tańca. W Elblągu co roku organizowany jest Międzynarodowy Turniej Tańca Baltic Cup, którego organizatorem jest formacja taneczna Jantar Elbląg. Przewidziano także organizację na hali wystaw, koncertów i innych imprez kulturalnych. Trener reprezentacji piłkarzy ręcznych zapowiedział, że istnieje możliwość rozegrania na obiekcie meczu międzypańśtwowego jego drużyny. Z hali korzystają studenci wyższej uczelni PWSZ Elbląg, która sąsiaduje z budynkiem.

## Inkubator przedsiębiorczości
W hali powstał inkubator przedsiębiorczości, który ma pomóc elbląskim absolwentom PWSZ oraz Politechniki Gdańskiej założenie firm informatycznych. Powstało 35 boxów, w których mają się one mieścić. Korzystanie z nich kosztuje niewiele, a po dwóch latach firma musi zmienić miejsce funkcjonowania.

## Zespoły rozgrywające spotkania ligowe w hali
- Start Elbląg

## Spotkania rozegrane i planowane w hali
- 10.01.2007: Start Elbląg - Sośnica Gliwice (2500 widzów)
- 20.01.2007: Start Elbląg - AZS Katowice